# Alvaro Pelagio
Alvaro Pelagio (O Salnés, 1275 circa – Siviglia, 25 gennaio 1350) è stato un teologo e vescovo cattolico spagnolo.

## Biografia
Ebbe una vita movimentata, vivendo dapprima a Bologna e poi facendosi (1304) francescano ad Assisi per poi spostarsi a Roma e ad Avignone (1330-1332). Qui fu nominato vescovo della diocesi di Corone, in Grecia, e successivamente divenne vescovo della diocesi portoghese di Silves.
Scrisse un noto trattato, De Planctu Ecclesiae, nel quale affermò la supremazia della Chiesa.